# Orilesa
Orilesa là một chi bướm đêm thuộc họ Tortricidae.

## Các loài
- Orilesa mediocris (Meyrick, 1914)
- Orilesa olearis (Meyrick, 1912)